# Sizilianische Blutrache
Sizilianische Blutrache ist ein deutsches Stummfilmdrama von Adolf Gärtner mit Ellen Richter in der Hauptrolle.

## Handlung
Der junge Pietro schuftet in einer sizilianischen Schwefelgrube, während seine Schwester Giullietta ihre Dienste im Haus des Grubenbesitzers verrichtet. Das Geschwisterpaar wurde auf drei Jahre vom eigenen Vater an den mächtigen Mann regelrecht verhökert, um von ihm das Geld für eine Auswanderung nach Argentinien zu erhalten. Nach drei Jahren will Pietro endlich die schwere Arbeit unter den hochgiftigen Dämpfen, die er tagein, tagaus einatmen musste, vertragsgemäß beenden. Als Pietro sich seinem Arbeitgeber diesbezüglich erklärt, kommt es daraufhin zu einem heftigen Streit, bei dem der Grubenbesitzer Pietro erdolcht. Im Sterben liegend, verpflichtet Pietro Giullietta, seinen Tod, wie es in Sizilien ungeschriebenes Gesetz ist, mit dem Blut des Mörders zu rächen.
Ermete, der Sohn des Grubeneigners, soll auf Wunsch ihres Vaters die Tochter des benachbarten Grubenbesitzers ehelichen, obwohl er Giullietta heimlich liebt. Während des Hochzeitszuges löst Giullietta ihren Eid ein und erschießt den Vater des Bräutigams und Mörder ihres Bruders mit dem vom Dorfsergeanten entwendeten Gewehr. Da sich auch Ermete dem alten Gesetz der sizilianischen Blutrache unterwerfen muss, wird er wiederum dazu angehalten, Giullietta, die Frau, die er eigentlich liebt, zu töten. Hin- und hergerissen zwischen Pflicht und Gefühl weiß er nicht, was er tun soll. Er möchte Giullietta am liebsten heiraten, und auch Ermetes den Rosenkranz betende Mutter fleht ihn an, von der Blutrache abzusehen und sich von Giullietta bestätigen zu lassen, dass sie am Tag der tödlichen Schüsse auf den Vater nicht im Dorf war. Das Liebespaar zieht sich in sein Gemach zurück. Am nächsten Morgen findet man beide nur noch tot vor.

## Produktionsnotizen
Sizilianische Blutrache war 1556 Meter lang, verteilt auf fünf Akte. Der Film passierte am 15. Oktober 1920 die Filmzensur und erhielt Jugendverbot. Die Uraufführung erfolgte am 19. November 1920.
Die Filmbauten entwarf Hans Dreier.

## Kritik
„Die in einem Schwefelbergwerk spielende Handlung ist von stärkster Wirkung und zeigt die Hauptdarstellerin in ihrem besten Licht. Auf sozialem Hintergrunde spielt sich das Drama zweier Geschwister ab, wobei die Schwester zur Rächerin des in den Schwefelgruben erstickten Bruders wird. Die technischen und künstlerischen Qualitäten haben wir bereits der ihnen gebührenden Würdigung unterzogen.“